# 沙托蓋 (紐約州)
沙托蓋（英語：Chateaugay）是一個位於美國紐約州富蘭克林縣的鎮。

## 人口
根據2020年美國人口普查的數據，沙托蓋的面積為128.98平方千米，當中陸地面積為128.95平方千米，而水域面積為0.03平方千米。當地共有人口1743人，而人口密度為每平方千米14人。